# Sonoita lightfooti
Sonoita lightfooti är en spindelart som beskrevs av George William Peckham och Elizabeth Maria Gifford Peckham 1903. Sonoita lightfooti ingår i släktet Sonoita och familjen hoppspindlar. Inga underarter finns listade i Catalogue of Life.